# Coloración disruptiva

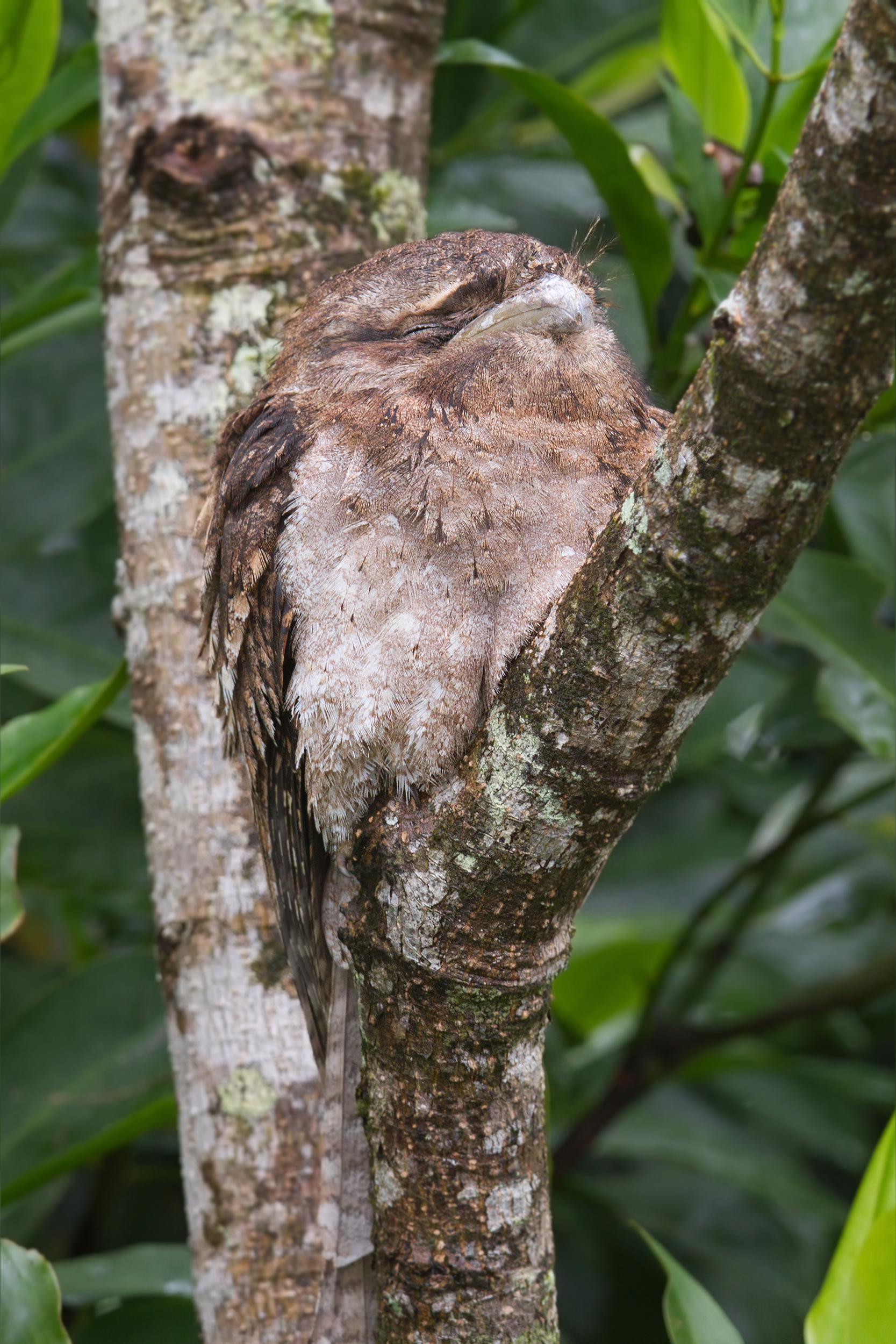
Papuan Frogmouth El Podargus papuensis, destaca por su plumaje de patrón disruptivo.

La coloración disruptiva o patrón disruptivo es un tipo de camuflaje que oculta el contorno corporal de un animal, un soldado o incluso un vehículo militar, gracias a su contrastante patrón de colores. A veces se combina con otras tácticas de camuflaje para que coincida con el color del entorno y las sombras. Es paradójico su nombre ya que, este hace que no te vean, mientras que una disrupción del contorno se produce por un alto contraste.
Los patrones disruptivos funcionan mejor cuanto más se asemejen a su entorno.
Algunos animales como las salamandras y la mariposa monarca cuentan con este tipo de coloración.

## Uso animal

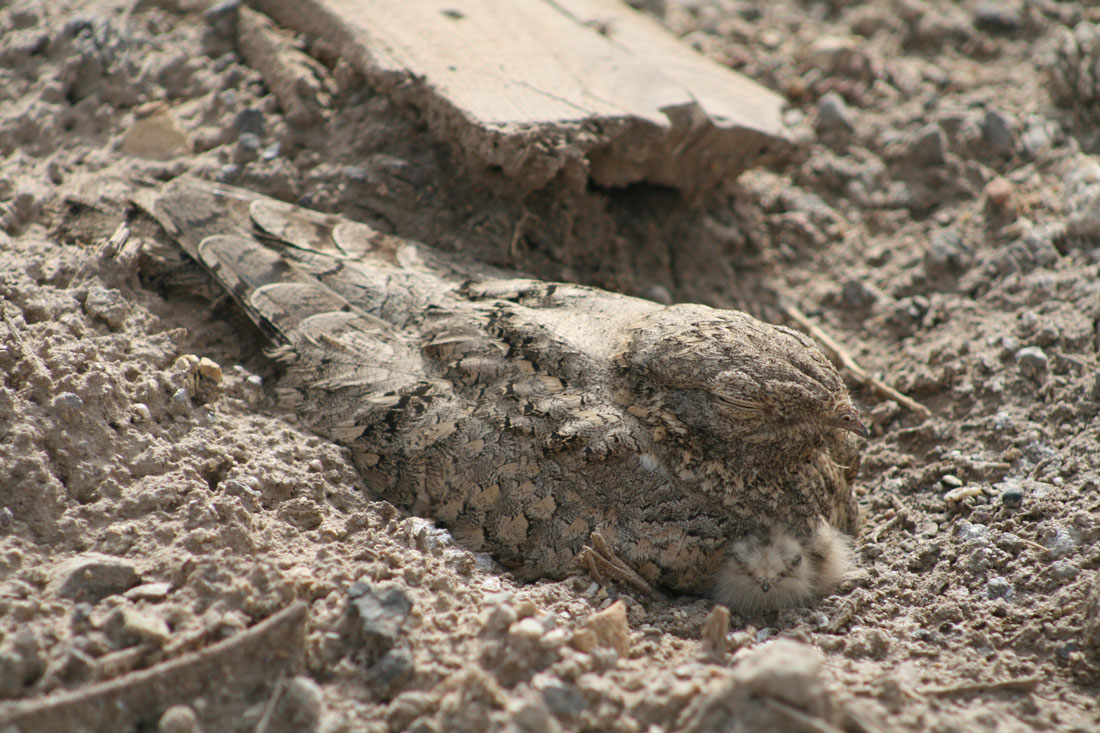
Caprimulgus aegyptius, descansando sobre la arena, protegido por su coloración, inmóvil.

El patrón de coloración disruptiva realiza fuertes contrastes para permitir que una figura se camufle con el entorno, mediante el uso de líneas o puntos. Algunos depredadores, como el leopardo y presas potenciales, como el chotacabras egipcio, usan patrones disruptivos. Los patrones disruptivos fueron definidos por A. Barbosa como «caracterizaciones por iluminación, contraste y parches oscuros, con patrones no repetitivos, que camuflan una figura haciendo irreconocible su forma y orientación», como el pez payaso.

### Caso opuesto: aposematismo

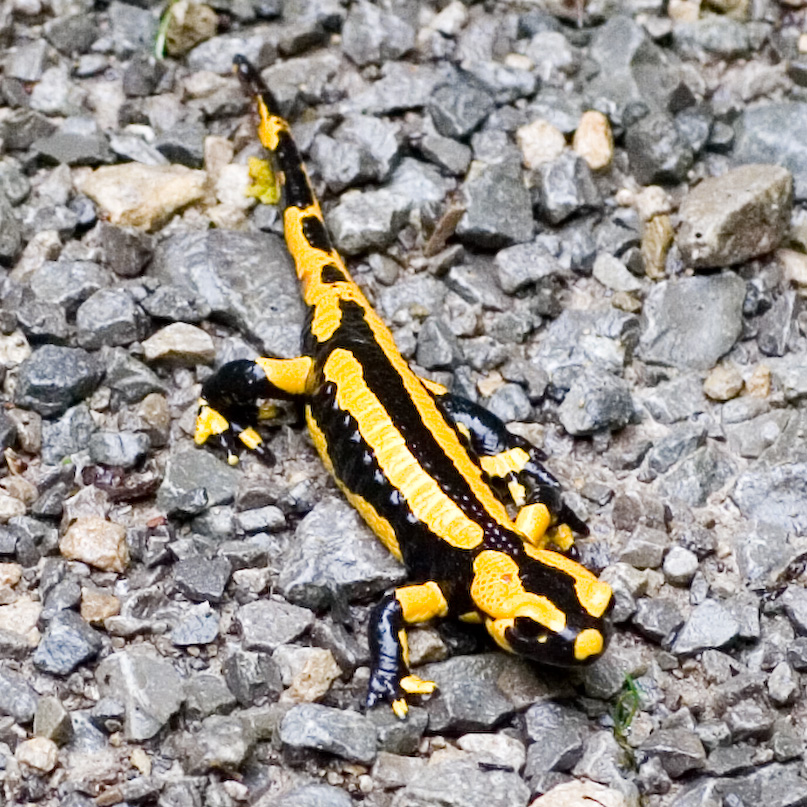
Lo opuesto a la disrupción: la salamandra, es un claro ejemplo de colores llamativos, con parches que enfatizan su forma corporal.

Ciertos animales venenosos advierten de su presencia con colores llamativos (aposematismo), usando patrones que enfatizan su presencia, en lugar de camuflajes disruptivos. Por ejemplo, mofetas, salamandras y mariposas monarca tienen patrones con mucho contraste. Estos patrones explotan el objetivo opuesto a la coloración disruptiva, causando el efecto contrario: haciendo al animal lo más llamativo posible. Algunos lepidópteros, como la parasemia plantaginis, son aposemáticos y usan coloración disruptiva al mismo tiempo; destacan ante el verde y los entornos vegetales por su coloración aposemática, pero el patrón de sus colores les permite camuflarse con otros elementos como hojas caídas secas o tierra.

### Una polémica: la jirafa

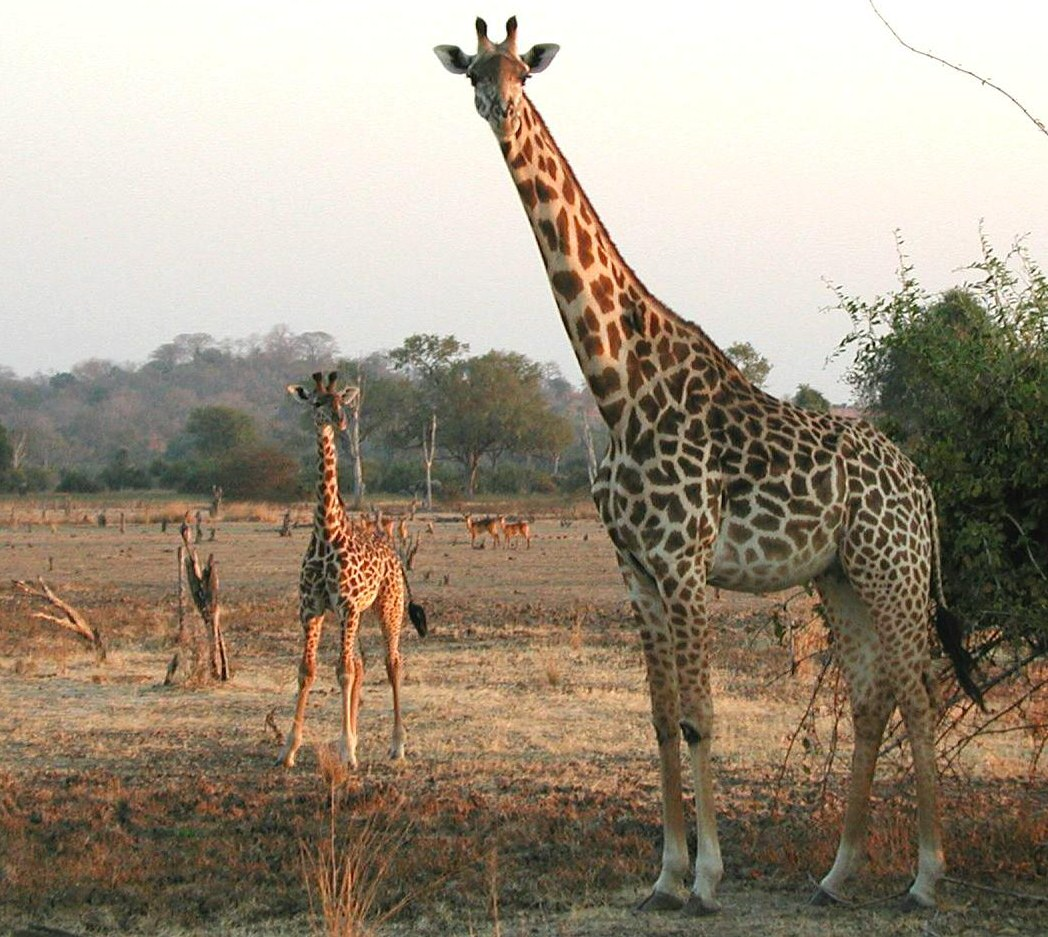
Una jirafa madre, a pesar de ser llamativa, puede defenderse por sí misma, pero la cría de jirafa confía en su camuflaje

La presencia de manchas negras en un animal no indica que este lo use como sistema de camuflaje. Según Mitchell, una jirafa adulta puede ser muy difícil de ocultar, por lo que concluye en que su patrón puede considerarse un camuflaje: cuando se encuentra entre árboles o arbustos sus camuflajes son efectivos incluso a unos metros de distancia.: 70 
Las jirafas más jóvenes son mucho más vulnerables que las adultas: entre un 60 y un 75 % de crías mueren durante su primer año de vida.: 70  Las madres ocultan a sus crías, que pasan gran parte del tiempo tumbadas. La presencia de la madre no afecta a su supervivencia , Mitchell sugiere que la cría se camufla extremadamente bien. Esta idea toma fuerza, ya que las marcas de su camuflaje están fuertemente arraigadas.: 70  Por otro lado, lejos de esconderse, las jirafas adultas se mueven para ganar mejor visibilidad frente al posible depredador.: 69 

### Otros tipos de camuflaje

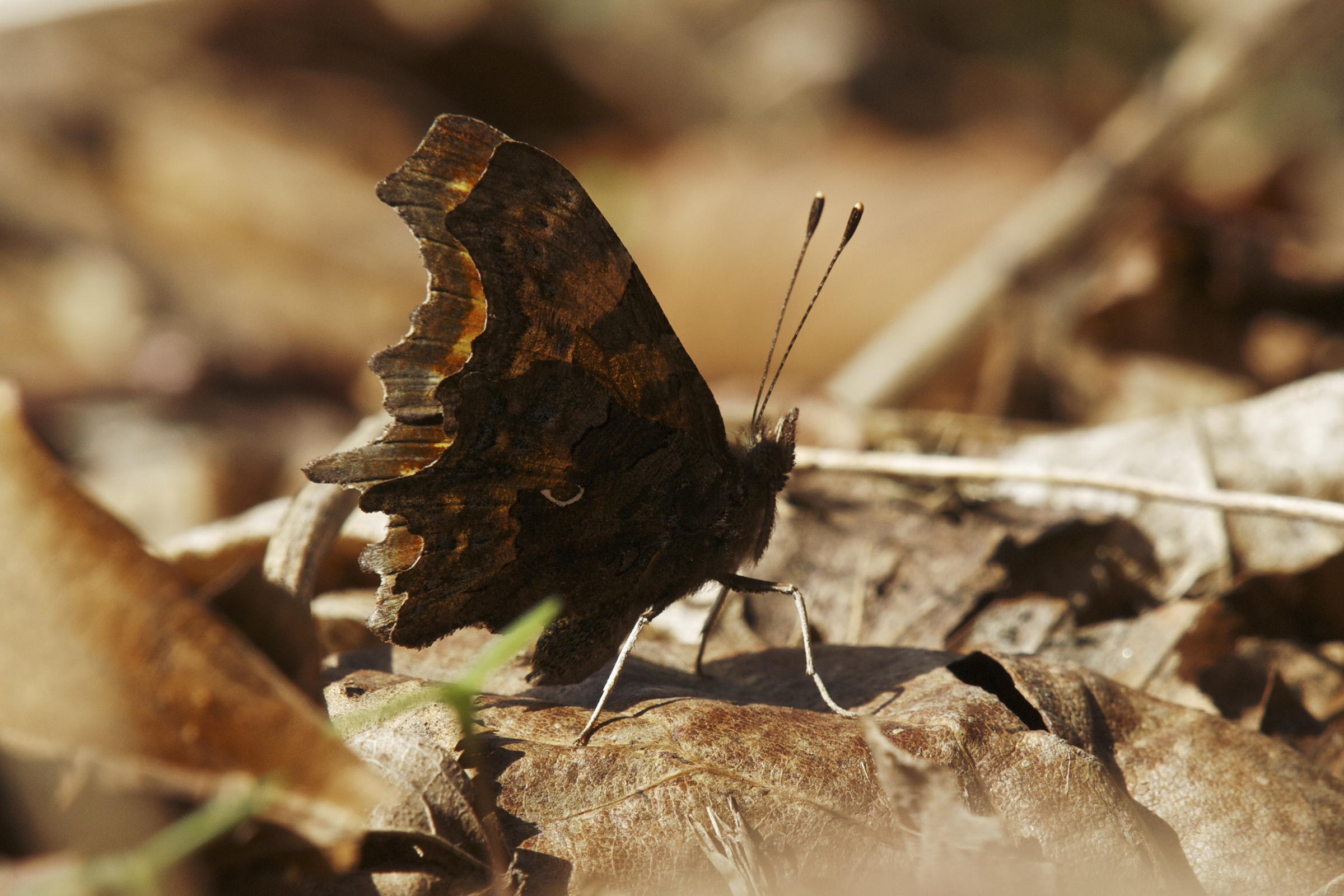
Contorno irregular en una c-blanca, Polygonia c-album, que distorsiona la figura de la mariposa.

Los contornos del cuerpo de un animal se pueden camuflar mediante otros métodos, como un contorno ficticio irregular. Por ejemplo, la c-blanca, Polygonia c-album, cuando tiene sus alas cerradas, cuenta con colores disruptivos y márgenes irregulares que deforman su figura.

## Uso en plantas

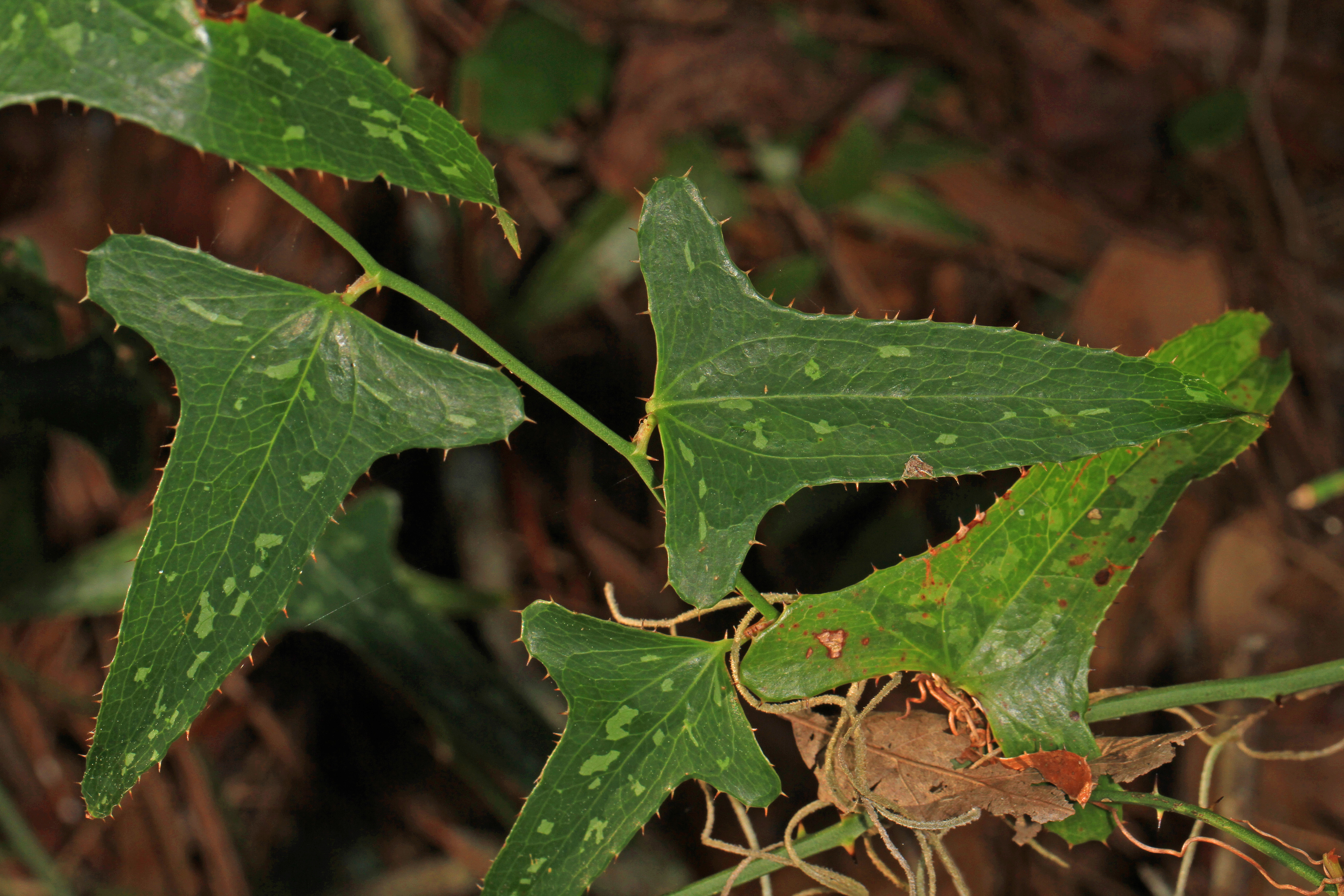
Algunas plantas del sotobosque tienen variegación con marcas pálidas que sirven de camuflaje.

La capacidad de tener una coloración protectora ha sido motivo de estudio. T. J. Givnish y Simcha Lev-Yadun propusieron que la variegación con puntos blancos puede servir de camuflaje en las plantas del sotobosque. Lev-Yadun también dijo que algunas de estas coloraciones servían de advertencia en plantas autodefensivas en espacios abiertos, como aquellas que puedan tener espinas. Givnish encontró una correlación de hojas con puntos en hábitats cerrados. El camuflaje disruptivo tiene un claro avance evolutivo en las plantas: su objetivo es evitar ser comidas por herbívoros; y la hipótesis se puede comprobar.

## Uso militar

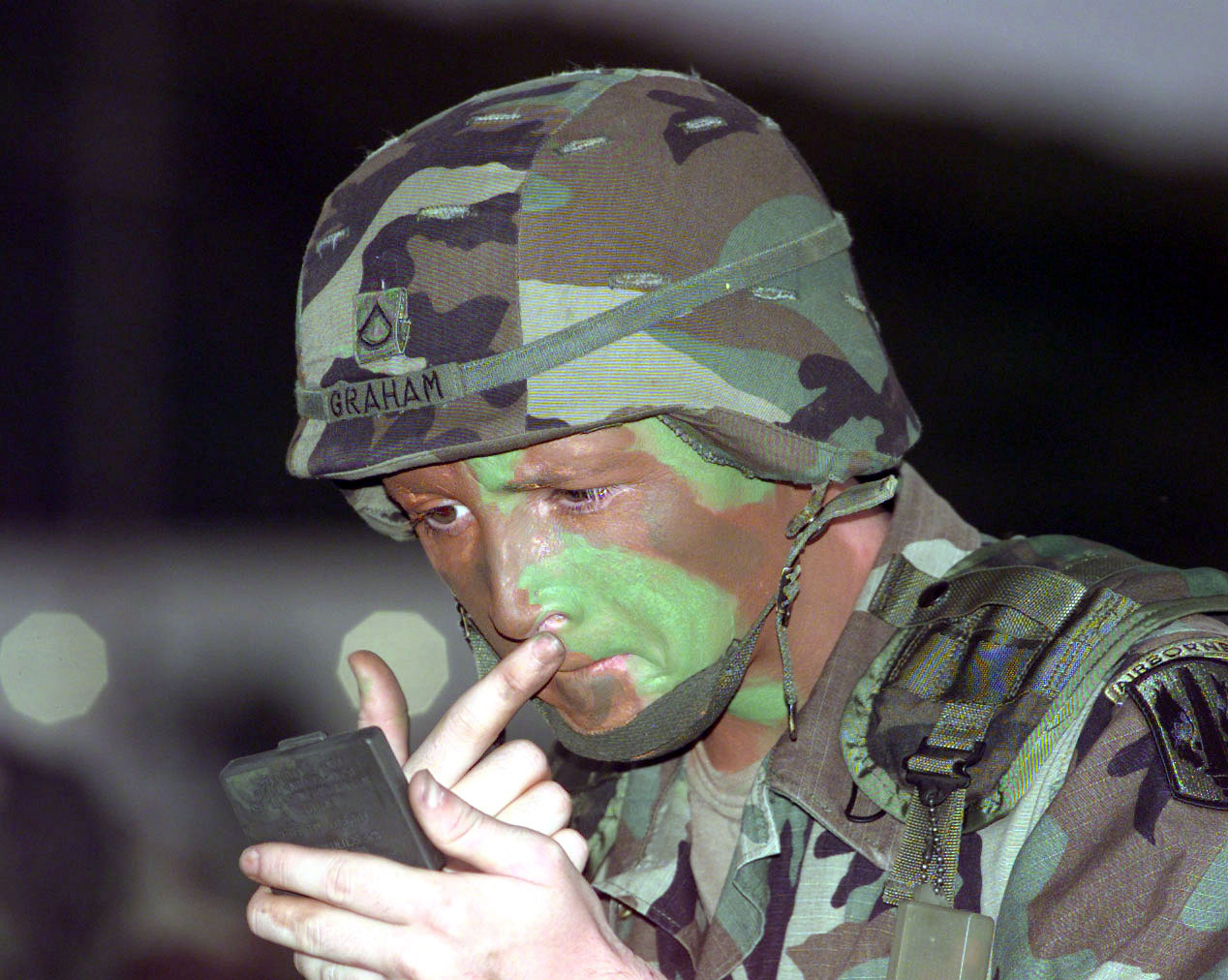
Un soldado aplicando un patrón disruptivo a su cara; el casco y su uniforme ya están camuflados con la misma técnica

La coloración disruptiva es muy común en el ámbito militar, para vehículos, para cubrir posiciones de fuego e incluso instalaciones, así como para soldados, donde los uniformes, equipo, casco e incluso pintura facial llevan características de coloración disruptiva. La coloración disruptiva, sin embargo, no siempre logra su propósito, tanto en animales como en camuflajes militares, hay varios factores en juego, como la forma, el brillo y las sombras.

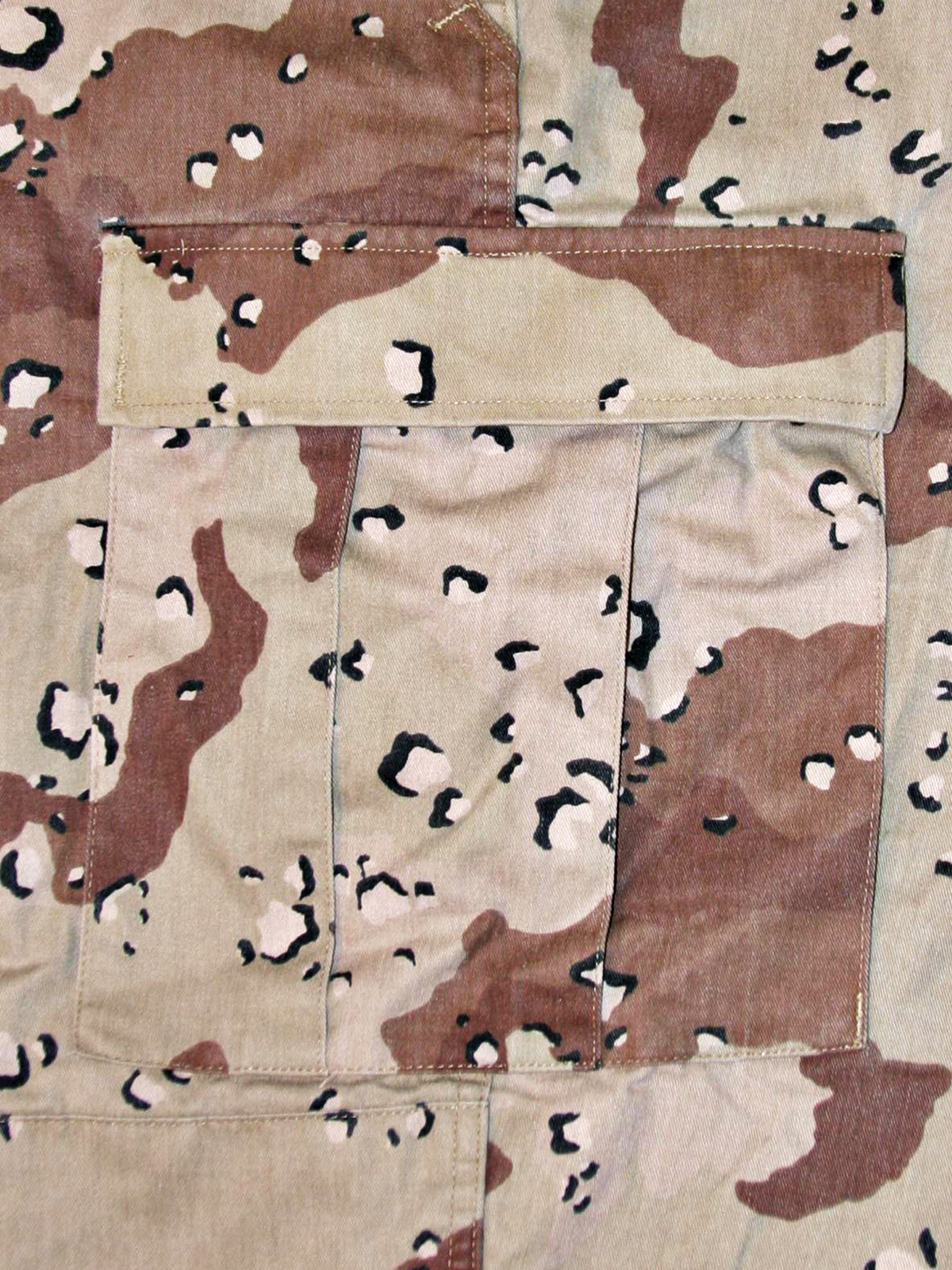
Patrón de camuflaje árido del Ejército Español

Muchos patrones de camuflaje militares, desde los años 40, tienen coloraciones disruptivas, siendo una técnica y característica dominante en todos los uniformes militares.

## Ejemplos

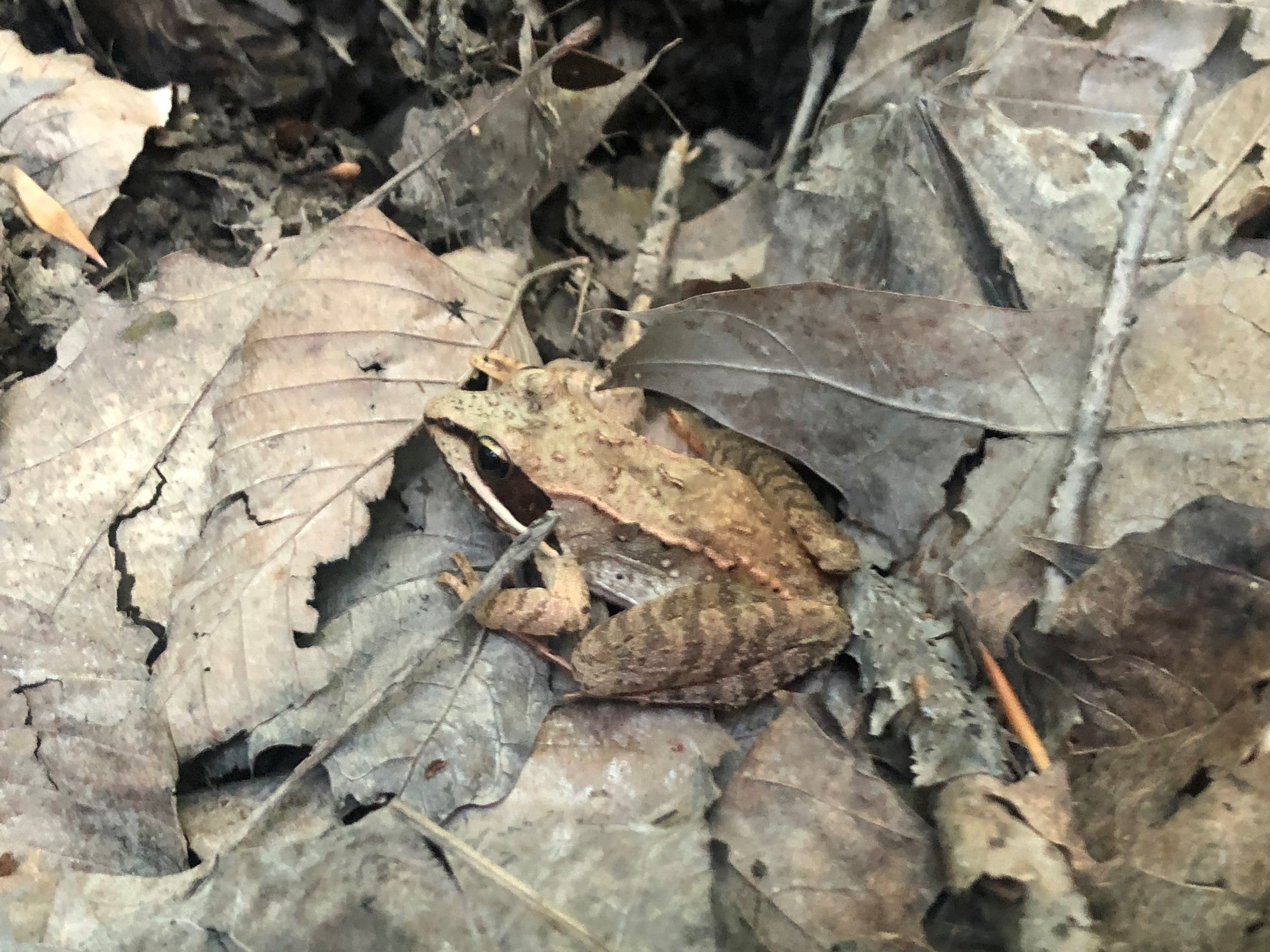
Rana de bosque camuflada entre hojas caídas.
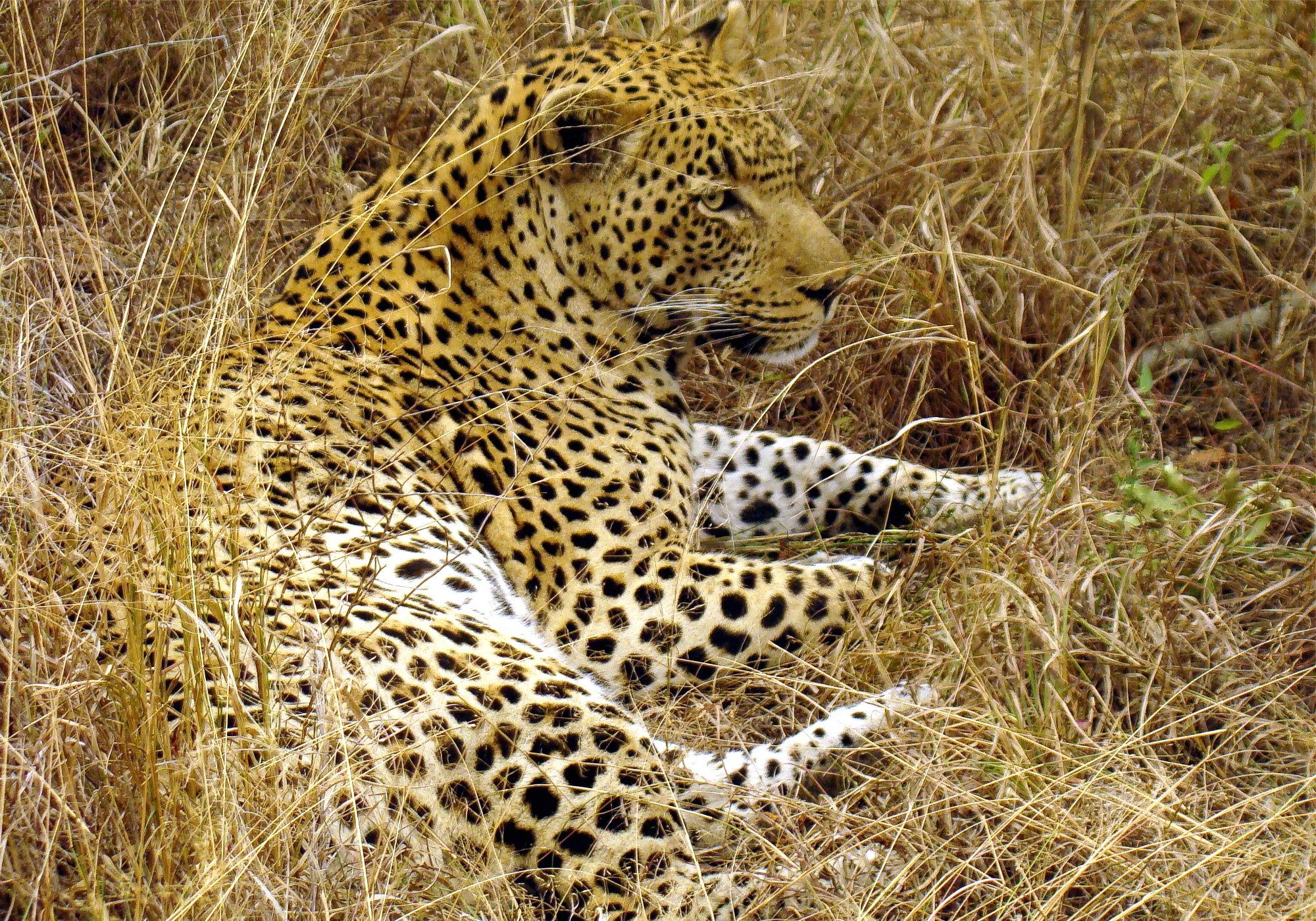
Leopardo: depredador camuflado.
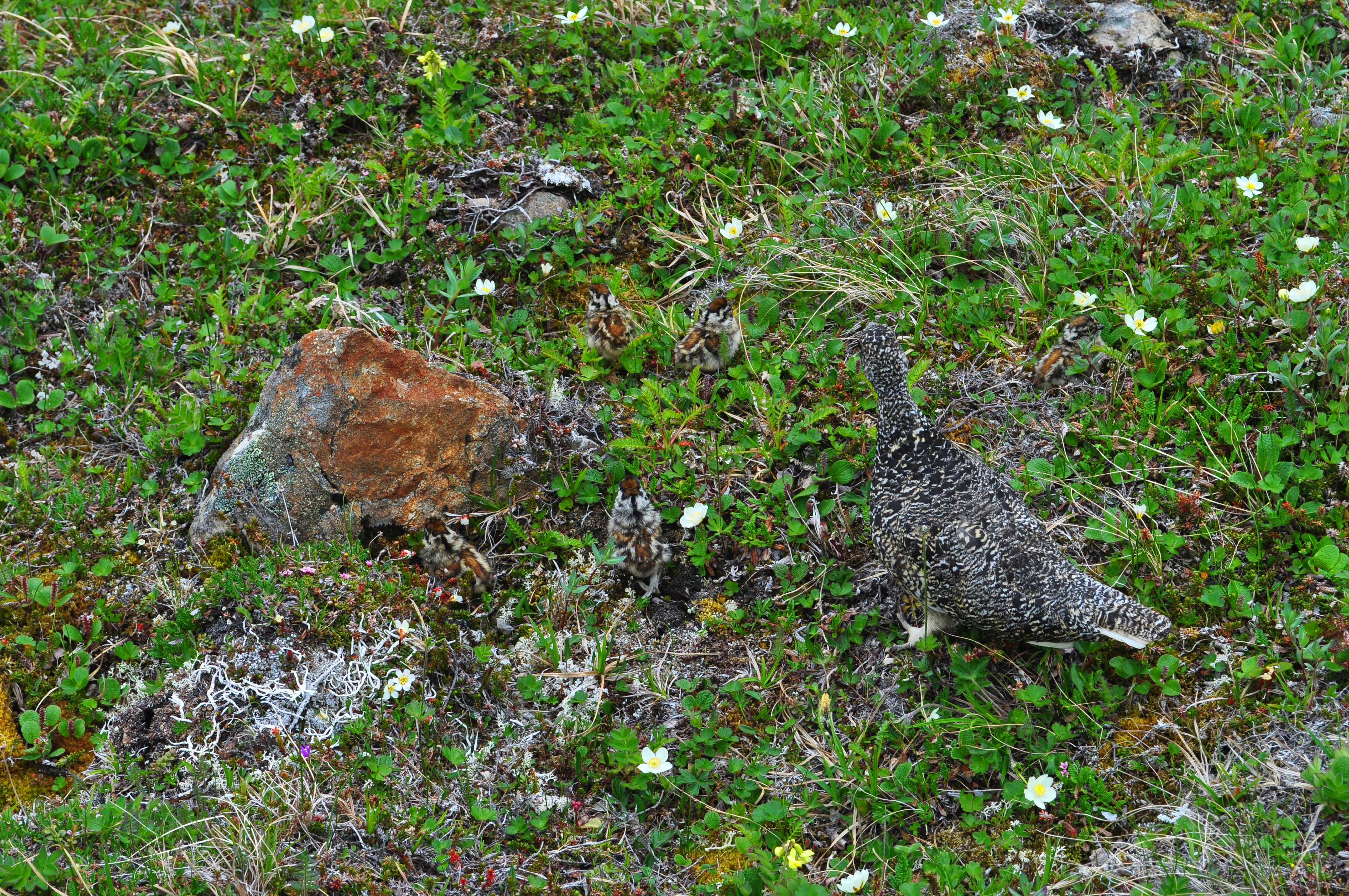
Un lagópodo con 5 crías y un camuflaje excepcional.
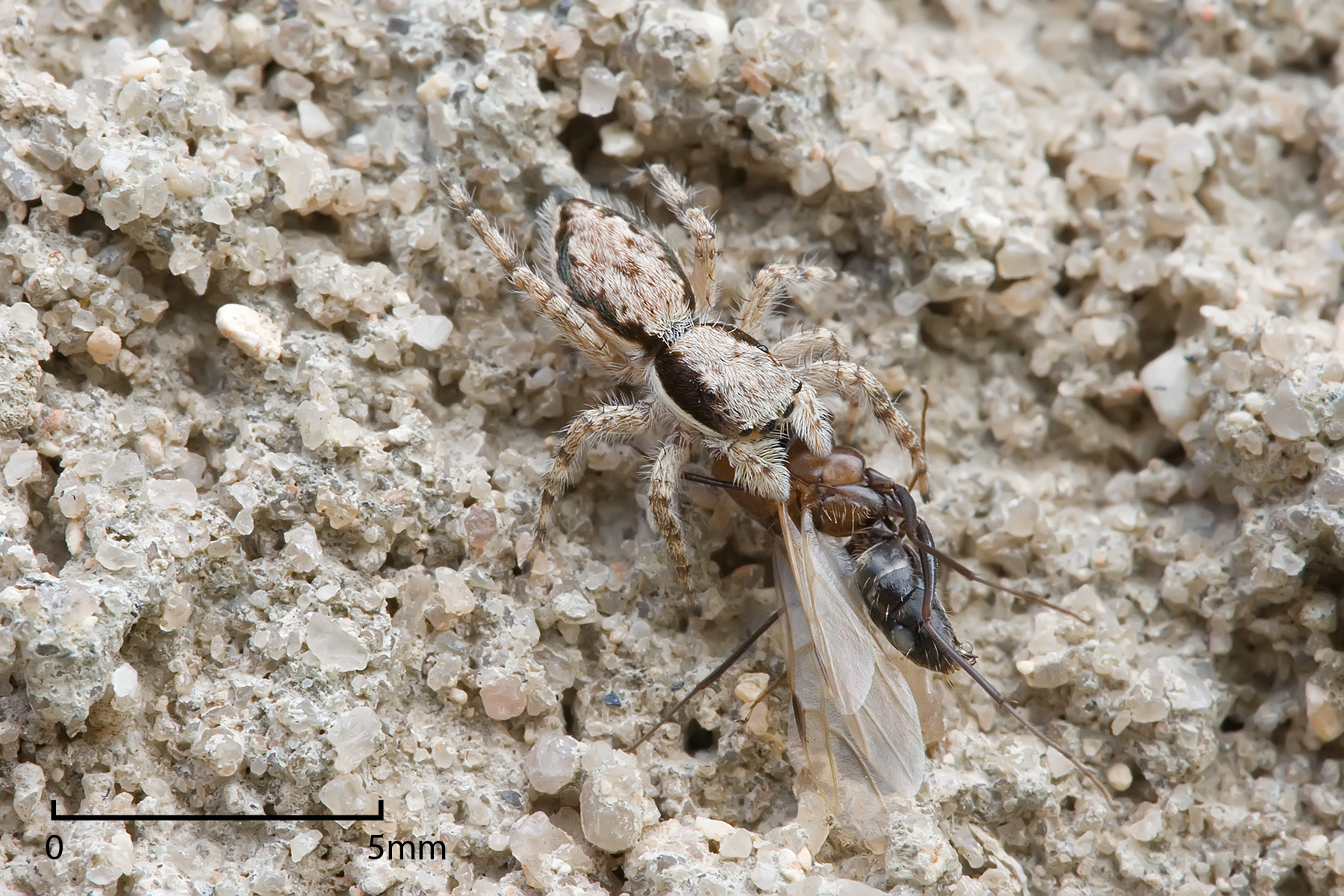
Una araña saltarina: depredador invertebrado camuflado.
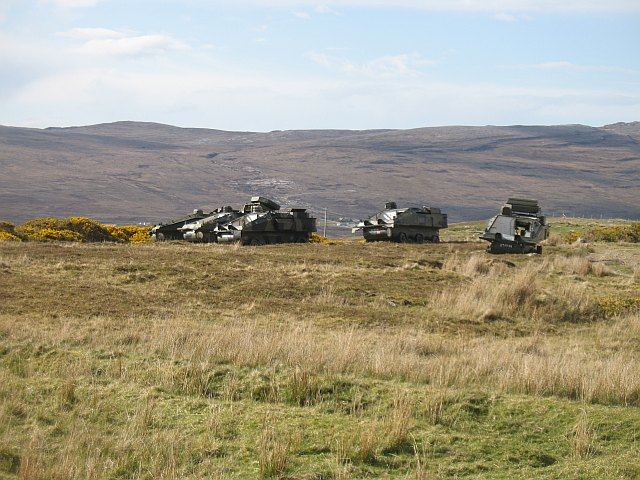
«Forma, brillo y sombra»;[15] estos vehículos militares «camuflado» son fácilmente visibles, porque no están en su entorno disruptivo.
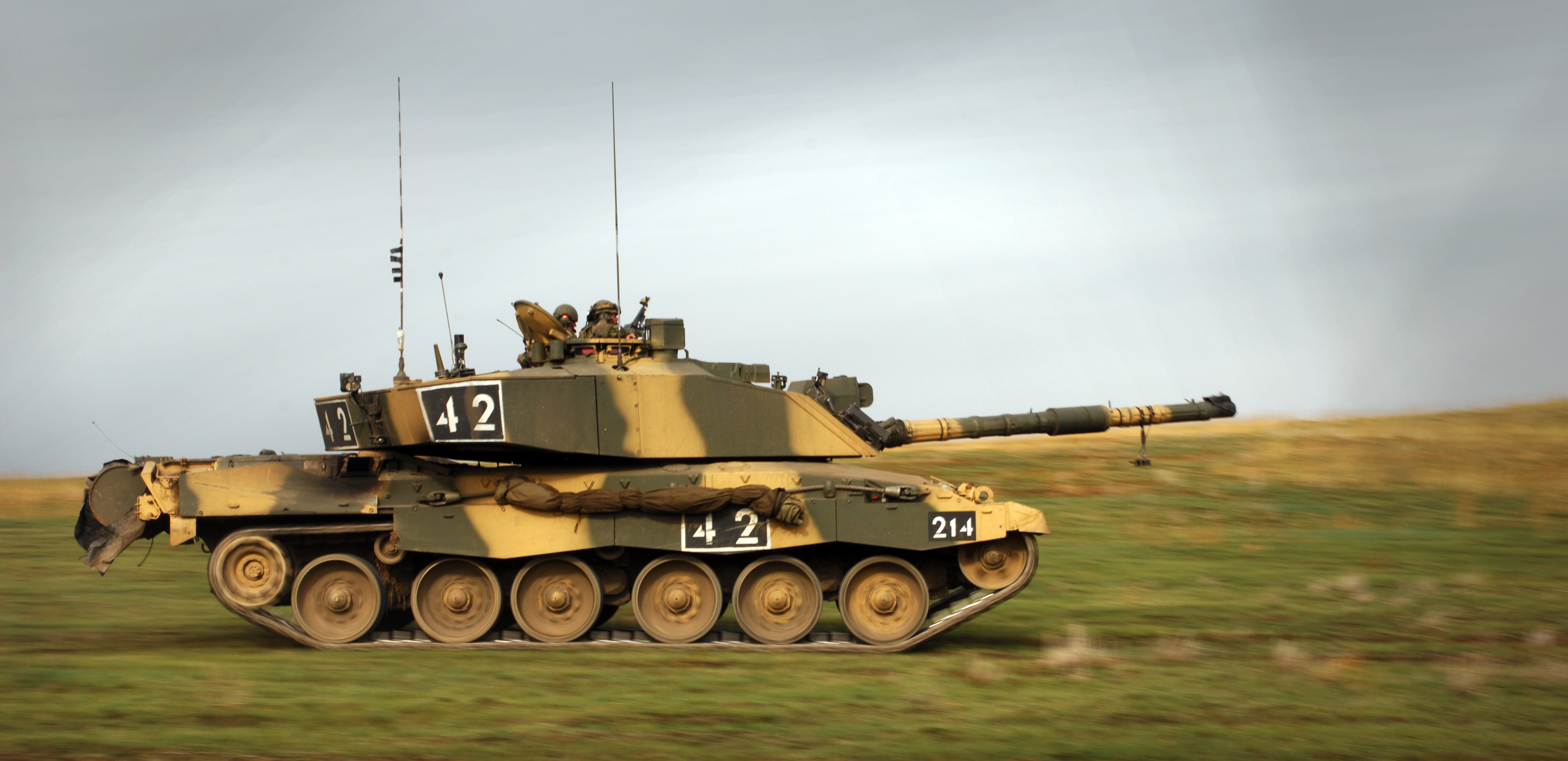
Un Challenger 2 británico con un patrón disruptivo árido y boscoso.
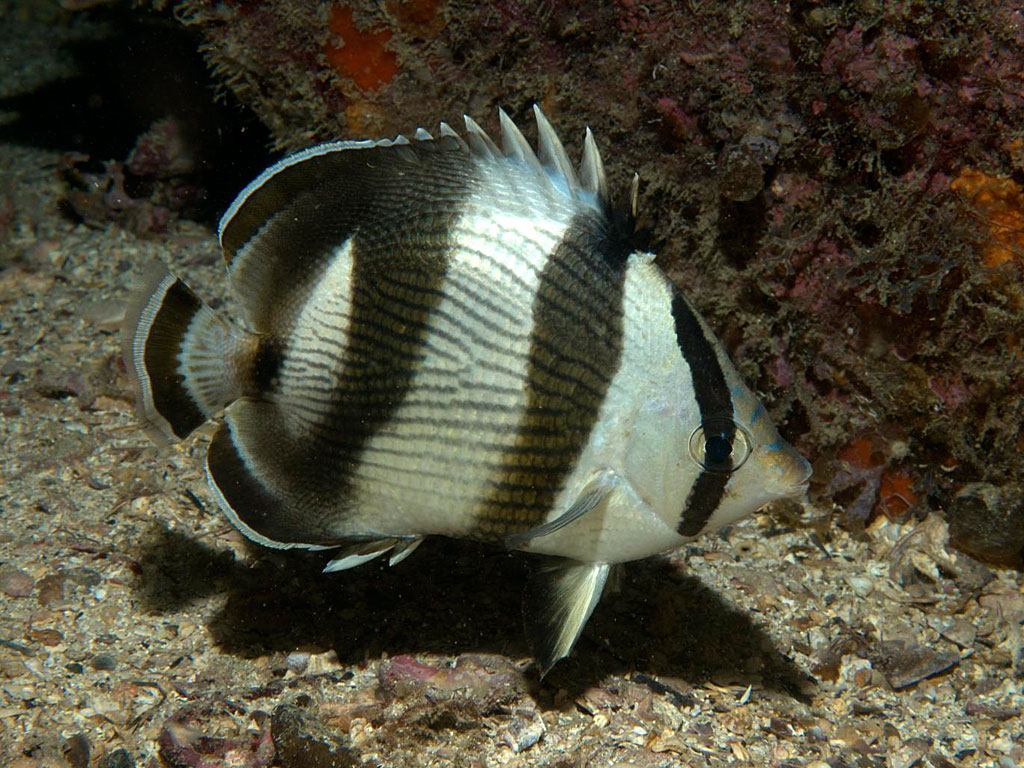
Un pez mariposa con rayas, el chaetodon striatus.
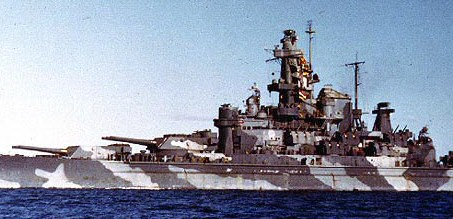
El USS Alabama con camuflaje usado durante la SGM Measure 12.
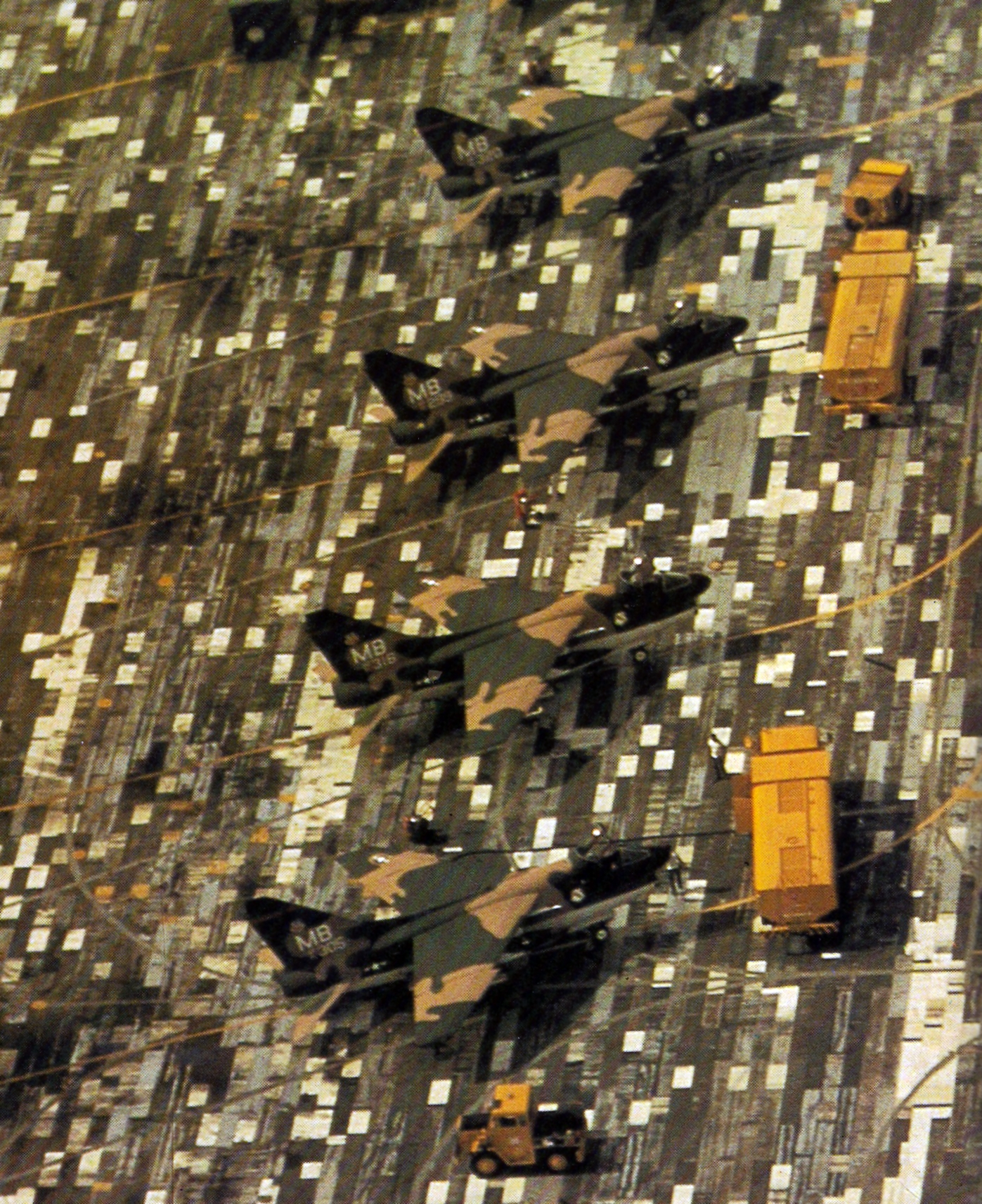
Camuflaje disruptivo del LTV A-7 Corsair II en una superficie de hormigón. Tailandia, 1972.